# وانگ شیائولونگ (بازیکن هندبال)
وانگ شیائولونگ (انگلیسی: Wang Xiaolong؛ زادهٔ ۱۷ اوت ۱۹۸۹) بازیکن هندبال اهل چین است. وی در بازی‌های المپیک تابستانی ۲۰۰۸ شرکت کرده‌است.